# دسی‌متر

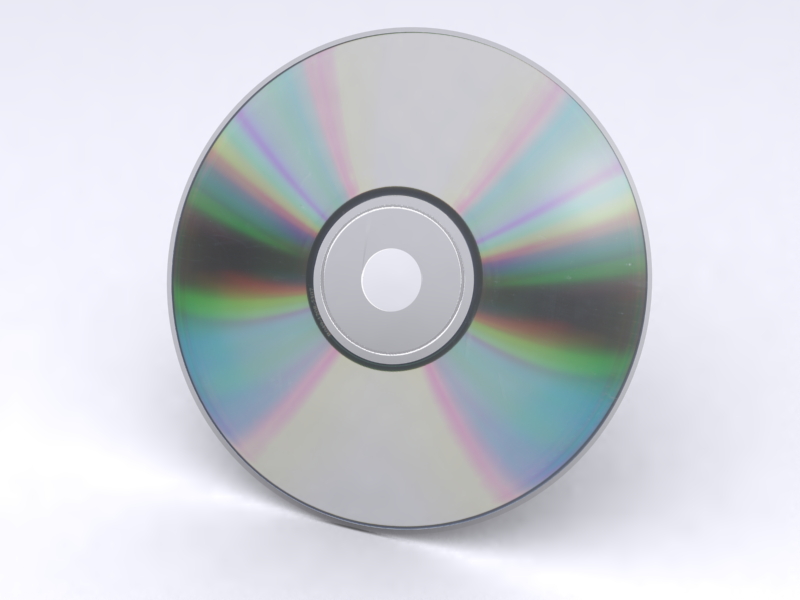
یک سی‌دی استاندارد ۱۲۰ میلی متر (۱.۲ دسی متر) قطر دارد.

دسی یکی از پیشوندهای SI است که برابر است با ‎ 10-۱ که این عدد برابر یک دهم است و علامت اختصاری آن در سیستم متریک d می‌باشد.
دسی‌متر (به انگلیسی:Decimetre مخفف dm) یک واحد اندازه‌گیری طول است که برابر با ۰٫۱ (یک دهم متر)
و ۱۰ برابر سانتی‌متر می‌باشد.

## تبدیل واحد ها به دسی متر
| یک متر = ۱۰ دسی‌متر       | برای تبدیل متر به دسی‌متر عدد مربوط را × ۱۰ می‌کنیم.        | برای تبدیل دسی متر به متر عدد مربوط را ÷ ۱۰ می کنیم       |
| یک دسی‌متر = ۱۰ سانتی‌متر  | برای تبدیل دسی‌متر به سانتی‌متر عدد مربوط را × ۱۰ می‌کنیم.   | برای تبدیل سانتی‌متر به دسی‌متر عدد مربوط را ÷ ۱۰ می‌کنیم.   |
| یک دسی‌متر = ۱۰۰ میلی‌متر  | برای تبدیل دسی‌متر به میلی‌متر عدد مربوط را × ۱۰۰ می‌کنیم.   | برای تبدیل میلی‌متر به دسی‌متر عدد مربوط را ÷ ۱۰۰ می‌کنیم.   |
| ۱ کیلومتر = ۱۰۰۰۰ دسی‌متر | برای تبدیل کیلومتر به دسی‌متر عدد مربوط را × ۱۰۰۰۰ می‌کنیم. | برای تبدیل دسی متر به کیلومتر عدد مربوط را ÷ ۱۰۰۰۰ می‌کنیم |

## دسی‌متر مربع
| ۱ دسی متر مربع = ۰/۰۱ متر مربع      |
| ۱ دسی متر مربع = ۱۰۰ سانتی متر مربع |
| ۱ دسی متر = ۱۰۰۰۰ میلی متر          |